# یان-لنارد استروف
 یان-لنارد استروف (انگلیسی: Jan-Lennard Struff؛ زادهٔ ۲۵ آوریل ۱۹۹۰) یک تنیس‌باز اهل آلمان است.او در تاریخ می ۲۰۲۳ به رتبه ۲۸ تک نفره انجمن تنیس حرفه‌ای جهان رسید. 